# Heroes of Might and Magic: A Strategic Quest
Heroes of Might and Magic: A Strategic Quest är första delen i den turordningsbaserade spelserien Heroes of Might and Magic. Spelet utvecklades och utgavs av New World Computing år 1995, som en spinoff på deras redan befintliga rollspelsserie Might and Magic.